# Rameshbabu Praggnanandhaa
Rameshbabu Praggnanandhaa (in tamil பிரக்ஞானந்தா ரமேஷ்பாபு, in hindi प्रगणानंदा रमेशबाबू; Chennai, 10 agosto 2005) è uno scacchista indiano.
Bambino prodigio, nel 2018, all'età di dodici anni, dieci mesi e tredici giorni è diventato il secondo più giovane nella storia degli scacchi ad ottenere il titolo di grande maestro internazionale, dopo Sergej Karjakin. All'agosto 2023 è il quinto più giovane di sempre ad aver ottenuto il titolo, preceduto da Abhimanyu Mishra, lo stesso Karjakin, Dommaraju Gukesh e Javokhir Sindarov. Ha vinto tre medaglie alle Olimpiadi degli scacchi, delle quali una d'oro. È da marzo 2025 nei primi dieci del ranking mondiale.

## Carriera
Nel dicembre 2013 ha vinto il Campionato del Mondo under 8 a punteggio pieno con 11 punti su 11. Nel novembre 2015 ha vinto il Campionato del Mondo under 10 con 9 punti su 11. Nell'ottobre 2019 vince a Mumbai il Campionato del Mondo under 18 con 9 punti su 11.
Tra gli altri risultati, la vittoria ad Elsinore con 8½/10 (+7=3-0) nell Xtracon Chess Open del luglio 2019 e quella del Reykjavík Open nel 2022 (7½/9, +6=3-0).
Conquista ad Ortisei la terza e definitiva norma di grande maestro il 23 giugno 2018, che lo rende, all'epoca, il secondo più giovane di sempre ad ottenere il titolo.
Nel 2022, in agosto prende parte con la 2ª rappresentativa indiana alle Olimpiadi di Chennai, ottenendo il bronzo di squadra e il bronzo individuale come terza scacchiera. In novembre vince a Nuova Delhi il 18º campionato asiatico.
Nel 2023, in luglio vince il torneo V. Geza Hetenyi Memorial, con 6,5 punti su 9. Questo risultato gli permette di superare i 2700 punti Elo, la soglia che informalmente definisce i "SuperGM".  In agosto giunge in finale alla Coppa del Mondo di Baku, nella quale viene sconfitto agli spareggi dal già campione del mondo norvegese Magnus Carlsen, con il risultato finale di 1,5-2,5. Con questo risultato si qualifica per la prima volta al Torneo dei candidati, che si terrà a Toronto nel 2024.
Nel 2024 si aggiudica la medaglia d'oro alle Olimpiadi di Budapest con la rappresentativa indiana, giocando in seconda scacchiera e ottenendo il punteggio individuale di 6 punti su 10.
Nel 2025 a Wijk aan Zee vince il suo primo "supertorneo", aggiudicandosi il Tata Steel Chess Tournament, dopo aver battuto il campione del mondo e connazionale Gukesh agli spareggi, con il risultato di 2-1. Entrambi i contendenti avevano concluso il torneo principale al primo posto con 8,5 punti su 13. In maggio vince a Bucarest il torneo Superbet Romania Chess Classic, seconda tappa del Grand Chess Tour superando negli spareggi rapidi Alireza Firouzja e Maxime Vachier-Lagrave .   In giugno a Tashkent vince la seconda edizione della Uzchess Cup, superando negli spareggi rapidi Nodirbek Abdusattorov e Javokhir Sindarov.

## Statistiche
Ha raggiunto il suo massimo rating FIDE nel luglio 2025, con 2779 punti Elo (4º al mondo e 1º tra i giocatori indiani).

## Vita privata
Sua sorella maggiore Vaishali Rameshbabu è anch'essa scacchista e detiene il titolo di grande maestro internazionale.